# Kurt Christoph von Schwerin
Kurt Christoph, Graf von Schwerin (26 de octubre de 1684 - 6 de mayo de 1757) fue un Mariscal de Campo (Generalfeldmarschall) prusiano, uno de los líderes comandantes a las órdenes de Federico el Grande.

## Biografía
Nació en Löwitz, Pomerania, y a una temprana edad ingresó en el ejército holandés, con el que sirvió en Schellenberg y en Blenheim.
En 1707 se convirtió en teniente-coronel en el ejército del duque de Mecklemburgo-Schwerin, y estuvo presente en Ramillies y en Malplaquet, y con el comandante sueco Magnus Stenbock en Gadebusch. En 1713 estuvo con Carlos XII de Suecia en su cautividad en Bender, y en 1718 fue hecho mayor general.
En 1719 se opuso al ejército hanoveriano que invadió Mecklemburgo (en cuyo curso luchó de forma brillante en Walsmühlen el 6 de marzo de 1719), y al año siguiente entró al servicio del rey de Prusia. Primero fue empleado en misiones diplomáticas, pero en enero de 1722-1723 recibió el mando de un regimiento de infantería. En 1730, como mayor general, fue un miembro de la corte marcial que juzgó al príncipe de la corona Federico por deserción, y en 1733, a la cabeza del ejército prusiano, condujo con gran habilidad la delicada y difícil tarea de resolver la cuestión de Mecklemburgo.

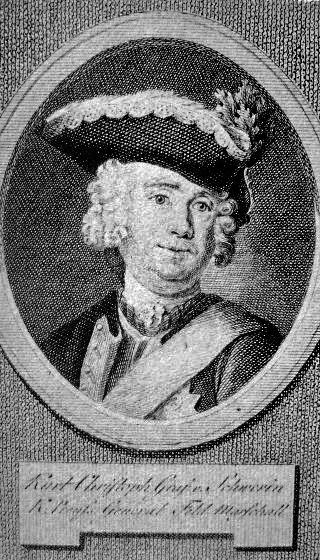
Grabado del siglo XIX de von Schwerin.

Al año siguiente se convirtió en teniente general y en 1739 en general de infantería. Durante el tiempo en vida del rey Federico Guillermo, Schwerin también fue empleado en mucho trabajo administrativo. Federico el Grande, en su ascensión, promovió a Schwerin al rango de general mariscal de campo y lo hizo conde. Al principio de la primera guerra de Silesia, justificó la elección del soberano por su brillante liderazgo en la batalla de Mollwitz (10 de abril de 1741), en la que persuadió al rey de abandonar el campo de batalla explicándole de que podía ser capturado con una probable derrota, convirtiendo una dudosa batalla en una victoria que decidió por el momento el destino de Silesia.
Después de la conclusión de la guerra fue gobernador de las importantes fortalezas de Brieg y Neisse. En la segunda guerra de Silesia (1744-1745), Schwerin comandó el ejército que, marchando desde Glatz, se encontró con el ejército del rey bajo las murallas de Praga, en un sitio y captura de la plaza en la que jugó una parte distinguida (10 de septiembre de 1744).
Algo después, cuando el rey se vio obligado a retirarse de Bohemia, Schwerin volvió a distinguirse, pero resentido por un desaire real o imaginario, se retiró a su finca, a la que, junto a sus habitantes, dedicó sus energías durante los años de paz.
Reapareció en el campo de batalla al estallar la tercera guerra de Silesia (1756), y durante la primera campaña condujo la guerra en el lado silesio de Bohemia; y en 1757, siguiendo la misma ruta que en 1744, de nuevo se unió a Federico en Praga. El 6 de mayo se sucedió la batalla de Praga; dirigiendo un regimiento del ala izquierda al ataque con su color en su mano, gritó "¡Que me sigan todos los valientes prusianos!" después de lo cual fue alcanzado y murió por una bala de cañón.

## Conmemoraciones
Federico erigió una estatua en la Wilhelmplatz (hoy parte de la Wilhelmstraße) para su soldado más destacado, y un monumento en el campo de batalla de Praga conmemora el lugar donde cayó. Desde 1889 el 14.ª Regimiento (3.º Pomerano) de Infantería del Ejército alemán lleva su nombre.

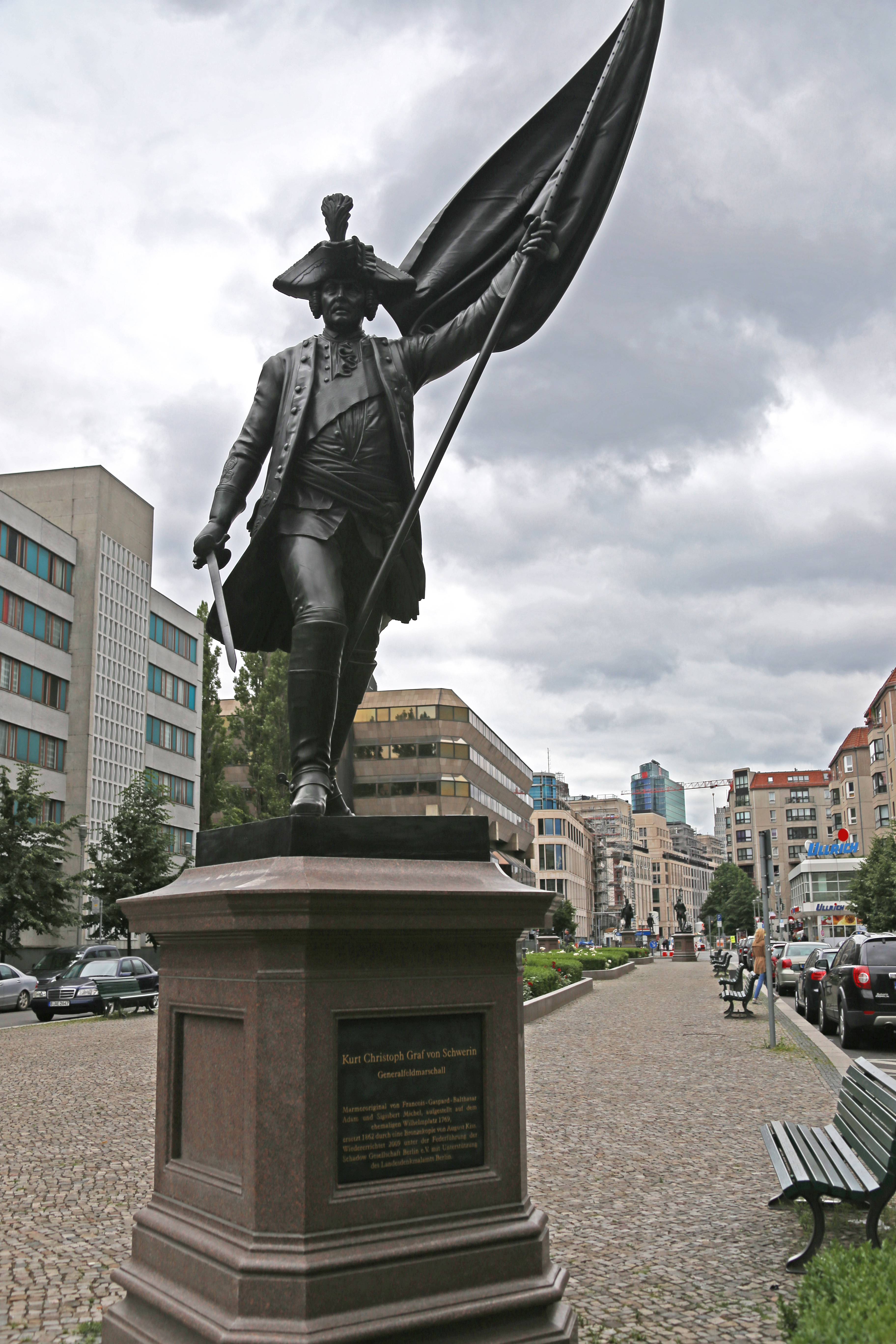
Estatua del Mariscal de Campo Kurt von Schwerin en la Zietenplatz en Berlín.